# Abrota candidii
Abrota candidii är en fjärilsart som beskrevs av Alfred Ernest Wileman 1911. Abrota candidii ingår i släktet Abrota och familjen praktfjärilar. Inga underarter finns listade i Catalogue of Life.